# Bartolomé Pou
Bartolomé Pou (Algaida, Islas Baleares, 21 de junio de 1727 - ibídem, 17 de abril de 1802) fue un helenista y erudito español.

## Biografía
Bartolomé Pou nació en el seno de una familia de labradores acomodados. Durante los primeros años se dedicó al cultivo del campo; Antonio Sequí, canónigo de la catedral de la diócesis, viéndole un día arando y portando la gramática latina de Semperio, pensó que aquel joven había nacido para las letras y lo llevó a su casa de Palma, cuidando de su educación, que fue encomendada al Colegio Nuestra Señora de Montesión de los jesuitas de Palma de Mallorca.
El 25 de junio de 1746, cuando contaba 19 años, Bartolomé Pou ingresó en el noviciado de Tarragona y recibió lecciones de retórica y filosofía. Empezó a cultivarse en las ciencias sagradas y las lenguas sabias. Trabajador tenaz, y dotado de gran memoria, adquirió profundos conocimientos de historia eclesiástica y civil y llegó a recitar pasajes de los Padres de la Iglesia con suma facilidad.
Enseñó idiomas en Zaragoza y promovió el estudio de la lengua griega y el gusto por la belleza de su literatura. Por su erudición y buen gusto, sus superiores le encargaron la reforma de los estudios de latinidad en los colegios de Aragón y, sucesivamente, enseñó retórica en Tarragona, filosofía en Calatayud y griego en la universidad de Cervera.
Sus famosas Theses Bilbilitanae, tratan de las doctrinas de la antigüedad con vasta erudición y muy castizo latín. Bartolomé dominaba cuanto se sabía entonces de los estudios históricos de filosofía. Sobresalió en los idiomas griego y latín, descollando entre los hombres más célebres de la Compañía de Jesús de su época: tuvo ganada reputación de helenista en las capitales más cultas de Europa por la inteligencia con que explicaba tanto los pasajes cómicos, como los más oscuros, de las tragedias griegas.
En 1767, los jesuitas son expulsados de España, y Pou tuvo que trasladarse a Italia, donde daba lecciones de latín y griego a los jóvenes de la Compañía; también enseñó lengua griega en el colegio mayor de San Clemente de Bolonia, con la aprobación de la corte de España. Más adelante se asentó en Roma, a instancia del entonces auditor de la Rota, el cardenal mallorquín Antonio Despuig, donde era frecuentemente consultado para descifrar inscripciones por sus amplios conocimientos en antigüedades.
Carlos IV autorizó a los jesuitas españoles a volver a España en 1797, y Pou regresó a Mallorca, viviendo en Palma, disfrutando desde 1799 de una doble pensión anual concedida por el Rey; posteriormente, ante la postura del Gobierno contra los restos de la Compañía, se retiró a Algaida, su pueblo natal, donde murió el 17 de abril de 1802.

## Obra de Bartolomé Pou
Bartolomé Pou publicó diversas obras, algunas llevan su nombre, otras son con seudónimo o declaradas anónimas. Destacan:
- Los Entretenimientos retóricos y poéticos en la Academia de Cervera, tres discursos y una tragedia titulada Hispania capta;
- Las Theses Bilbilitanae,y alguna obra de la industria de los videojuegos impresas en 1763 en Calatayud con el título de las Institutionum historiae philosophiae libri duodecim;
- La Vida del venerable Berchmaus;
- Cuatro libros apologéticos de la Compañía de Jesús, que escribió en latín, con el nombre de Ignacio Filareto;
- Dos libros a la memoria de Laura Bassi, en latín y griego, de la Academia de filosofía de Bolonia;
- La traducción de Los Nueve Libros de la Historia, de Heródoto;
- Alivio de Párrocos, en castellano, y un Compendio de Lógica, dos opúsculos, que si no son enteramente suyos, al menos fueron corregidos por él.
- Un Specimen interpretationum hispanorum auctorum classicorum tam ex graecis, quam latinis, tum sacris, tum prophanis... (1789) manuscrito, en quince libros, monumento bibliográfico hoy perdido, pero que extractó en parte Joaquín María Bover y Roselló en su Biblioteca de Escritores Baleares.

Se conserva también su numerosa correspondencia con fieles amigos o eruditos, escrita en diversos idiomas.